# Dantelă

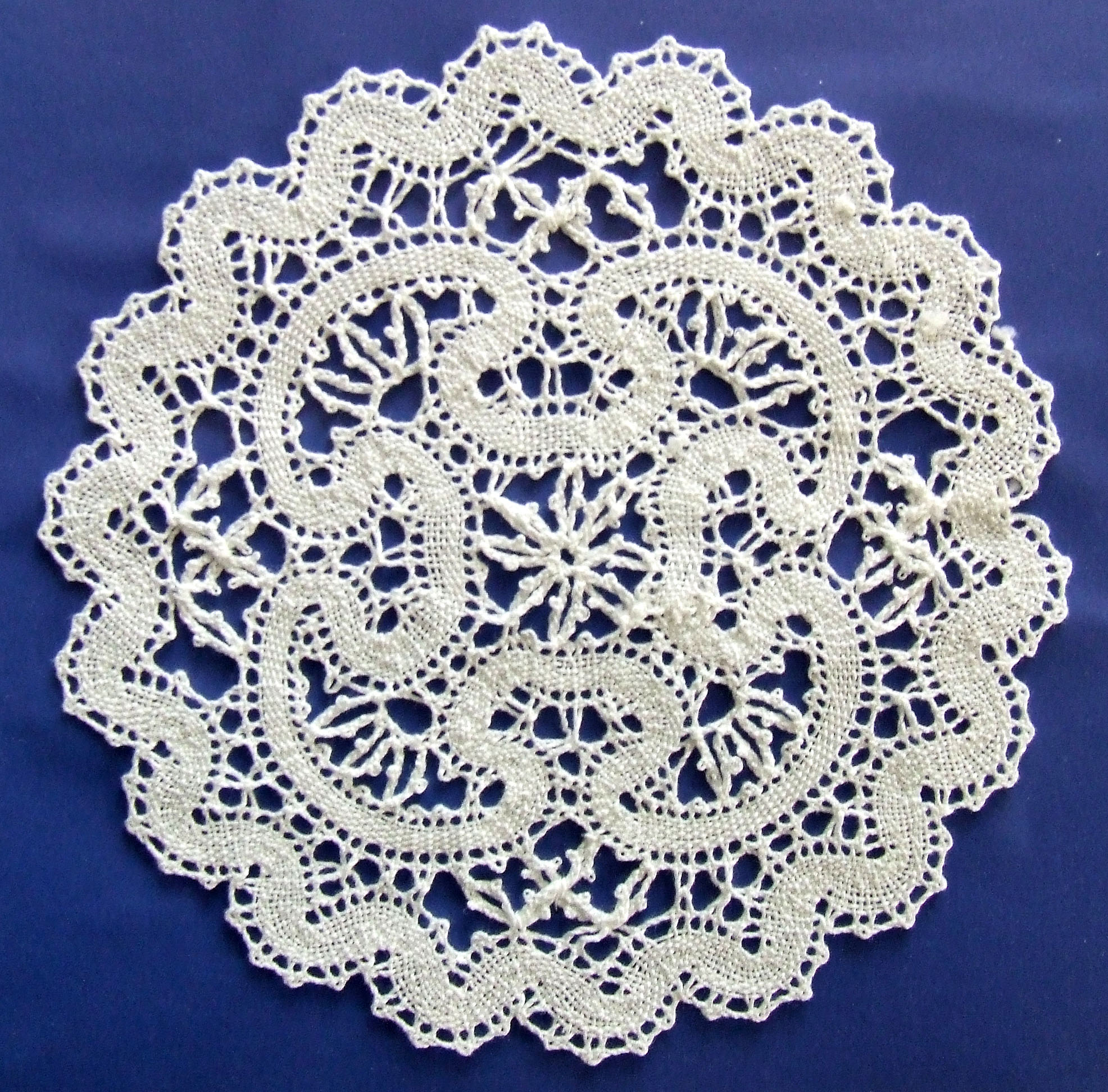
Dantelă de Bruges lucrată cu ciocănele

Dantela este un produs textil, o țesătură cu goluri, reprezentând ochiuri largi, lucrat cu acul, cu croșeta, cu ciocănelele sau prin folosirea simultană a mai multor tehnici, care se realizează manual sau industrial.
Golurile dantelei sunt formate prin scoaterea firelor din țesătura de bază pe care s-a brodat cu fir textil, dar mai adesea sînt realizate ca spații goale în țesutul efectiv al dantelei. Dantelăria este un meșteșug antic. Dantela autentică este formată cînd un fir se împletește cu altele fără o anumită stofă de fundal. Ochiurile care formează ornamentul pot fi obținute prin împletirea și/sau înnodarea unui fir cu alte fire independent de fundal, ce creează dantele străvezii și fine.
Materialele care au fost folosite de-a lungul timpului pentru realizarea dantelelor au variat de la in, mătase, aur și argint la mult mai actualul și larg folositul bumbac sau la mult răspânditele fibre sintetice. Unii artiști de astăzi folosesc, precum în epoca de aur a dantelăriei venețiene, fire de aur, argint sau cupru în lucrările lor.

## Aspectele terminologice
Dantelele sunt țesături ajurate (cu goluri) cu caracter ornamental sau decorativ, în care se pot observa cele două elemente formate prin întrețeserea firelor textile:

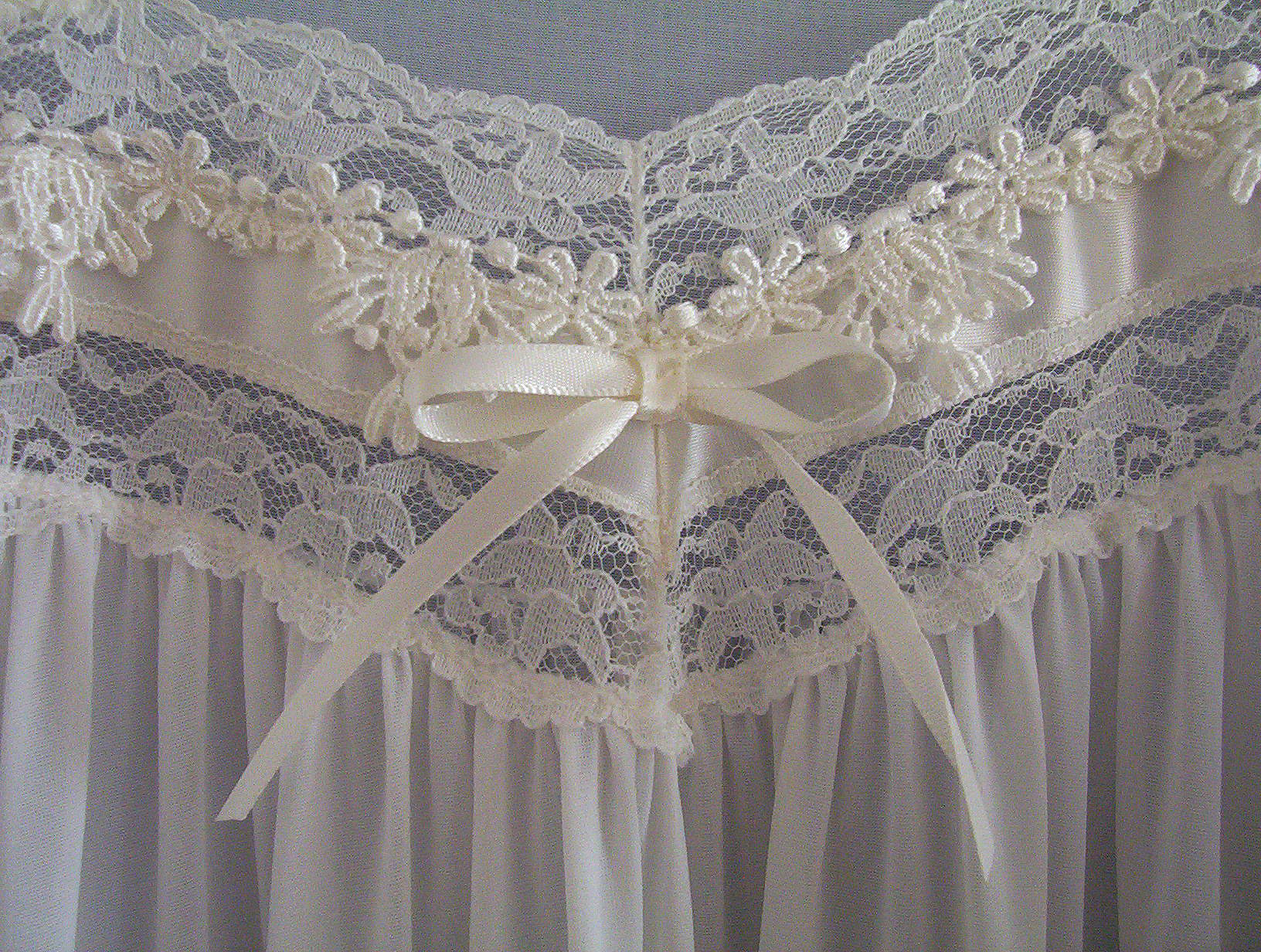
Dantelă aplicată

- o parte ornamentală care constă din desene mai mult sau mai putin complexe

- și o rețea formată din ochiuri ale căror forme și dimensiuni sunt, foarte des, regulate.

Totuși, la anumite dantele (în special la dantelele manuale cu ochiuri largi) nu există propriu-zis un element rețea: desenele, separate unele de celelalte prin goluri importante, sunt asamblate prin bride care concură la caracterul decorativ al ansamblului. 

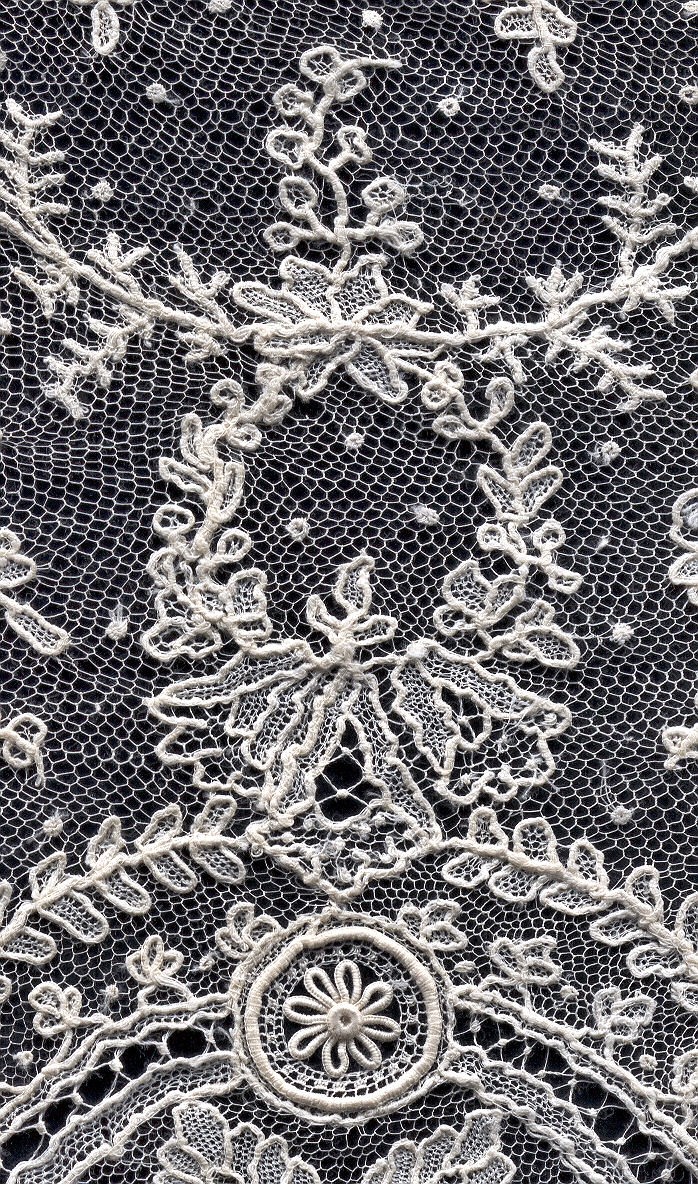
Dantelă cu acul, detaliu

Realizarea rețelei de ochiuri și de bride ca și desenul ornamental sunt obținute de cele mai multe ori cu aceleași fire. Totuși, uneori desenul ornamental se execută separat și apoi se asamblează.
Caracteristica esențială a dantelelor de la această poziție, este că desenul nu este realizat pe o țesătură ca fond preexistent. Deci ele nu trebuie confundate cu produsele cu aspect similar și care sunt uneori denumite dantele, care se obțin prin umplerea sau decorarea ochiurilor unei țesături de fond sau aplicând prin coasere dantela pe o țesătură de fond care poate fi ulterior eliminată, total sau parțial. Astfel de produse (care cuprind în particular, toate broderiile pe tul, plasă sau chiar pe dantelă precum și orice alte broderii pe țesătură de fond ajurată preexistentă, ca și încrustațiile sau alte aplicații prin coaserea dantelelor pe țesături de fond ajurate preexistente) sunt broderii.

## Sumar istoric
Originea dantelei, ca și a multor arte textile, este învăluită de un mister încețit de legendele care încearcă să explice sursele acestui meșteșug. Una dintre cele mai cunoscute legende ne vorbește despre o nevastă din Veneția care aștepta iubitul marinar zile lungi. Marinarul i-a lăsat un coral ca amintire. Fata, privind continuu la coral, a încercat să imite ornamentele variate ale coralului cu ajutorul acului și firelor de ață. 
Flandra întotdeauna a disputat cu Veneția întîietatea invenției dantelei. O legendă flamandă relatează că ultimii participanți la cruciade au adus această artă în Țările de Jos. Istoria orașului Bruges amintește că prima dantelărează a fost impresionată de ornamentul unei pînze de păianjen.
În Brabant se spune că dantela a fost adusă în Nuremberg de refugiații protestanți care au scăpat de persecuțiile spaniolilor. O fiică a unui burghez bogat a învățat acestă artă și a prezentat modele în ziua căsătoriei sale în regiunea Saxoniei. Apoi a învățat fiicele minerilor care munceau pentru soțul ei, numele ei fiind ulterior venerat în localitățile din Annaberg pentru bunăstarea adusă de această îndeletnicire întregii regiuni Erzgebirge. Este cunoscut anul morții sale 1575 care este cronologic cu anul publicări la Venezia a două volume cu modele de dantelă "Le Pompe" în 1557-1559, care demonstrează o desăvârșire avansată a artei. 
Oricare ar fi fundalul legendar al artei dantelei, este unanim acceptată Venezia ca centru al acestui meșteșug. Primele ornamente dantelate cu acul sau cu bilele au un caracter oriental în arabescile formate, fapt ce ar advoca ideea originii asiatice. 
O altă teorie a fost despre evoluția artei în diferite regiuni independent una de alta, dar această idee nu a fost acceptată de istorici din motivul uniformității tehnicii de executare a dantelei.
Inițial dantela se lucra în in și mătase, în fir aurit sau de argint, iar în secolul al XV-lea se executa în bumbac. Dantela tesută automat fololosește fibre sintetice.

## Tipuri de dantelă
Există numeroase tipuri de dantelă, grupate după modul de executare:

### Dantela cu acul
Dantela cu acul este  cusută cu ajutorul acului și a aței. Aceasta este cea mai flexibilă din arta dantelei. Unii consideră ca acest tip este cel mai autentic. Metoda este considerată a fi vîrful artei dantelăriei, prin finețe si consumul mare de timp ce-l presupune. În trecut se foloseau cele mai fine fire ce nu se mai întâlnesc în zilele noastre.
Dantelele cusute, executate cu acul pe o foaie de hârtie sau pergament ce conțin un desen. Dantela urmează contururile desenului fără ca firele care o constituie să traverseze vreodată hârtia sau pergamentul. Firele care formează "scheletul" dantelei sunt totuși fixate temporar în anumite locuri prin puncte în care firul traversează hârtia sau pergamentul, pentru a facilita executarea dantelei.
Dintre dantelele cusute se pot cita: dantelele cu punct de Alencon, Argentan, Veneția etc.
Dantela cu acul era populară în Veneția în jurul anului 1450. Seamănă mai mult cu o broderie din fire scoase: din baza țesăturii se eliminau firele urzelii, cele rămase se brodau în diferite cusături. La începutul secolului al XIV-lea pentru a ajunge la o transparență totală numărul de fire scoase a crescut, iar unii meșteșugari au gîndit să evite scoaterea firelor unui țesut și au început sa coase cu acul un fundal nou, care semăna cu o plasă. Astfel nu era necesar de un suport textil pentru broderie, si unii au inceput să coase fundalul si ornametul concomitent. In această manieră s-a născut dantela cu acul, efectuată doar cu ajutorul acului și a aței. Acest tip de dantelă a fost numit "punto in aria", sau "punct(cusătură) în aer".

### Dantela tăiată
Dantela taiată este facută prin extragerea firelor din țesături și cu umplerea golurilor cu broderii care se fixează de firele păstrate.

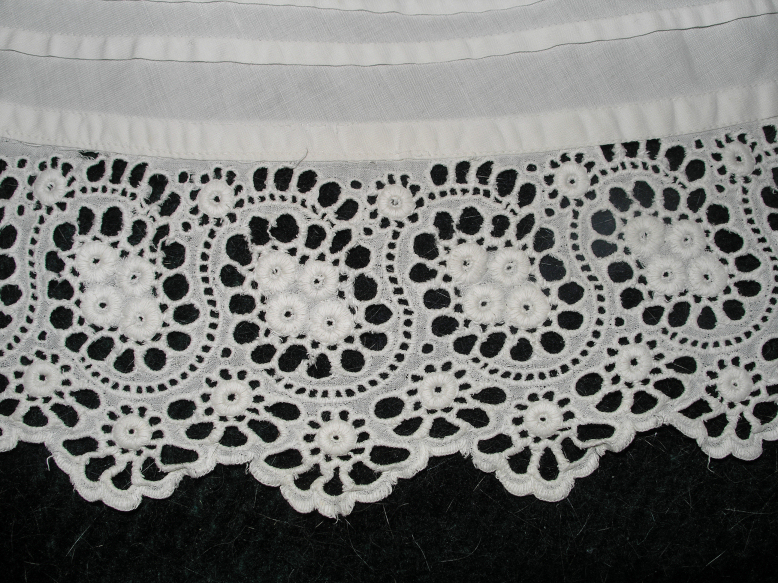
Dantelă tăiată

### Dantelă cu ciocănele (pe mosoare, bile)

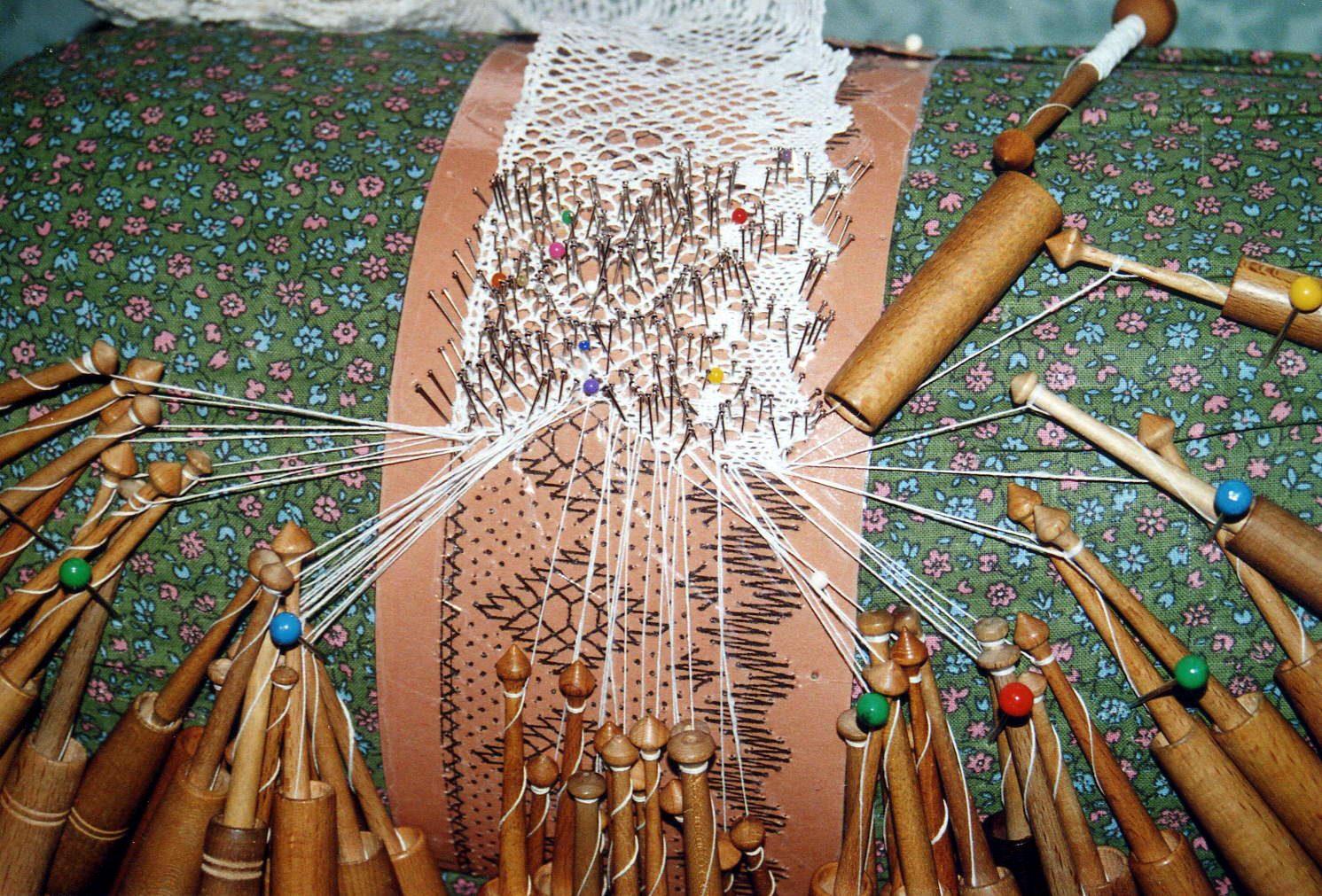
Dantelă cu ciocănele

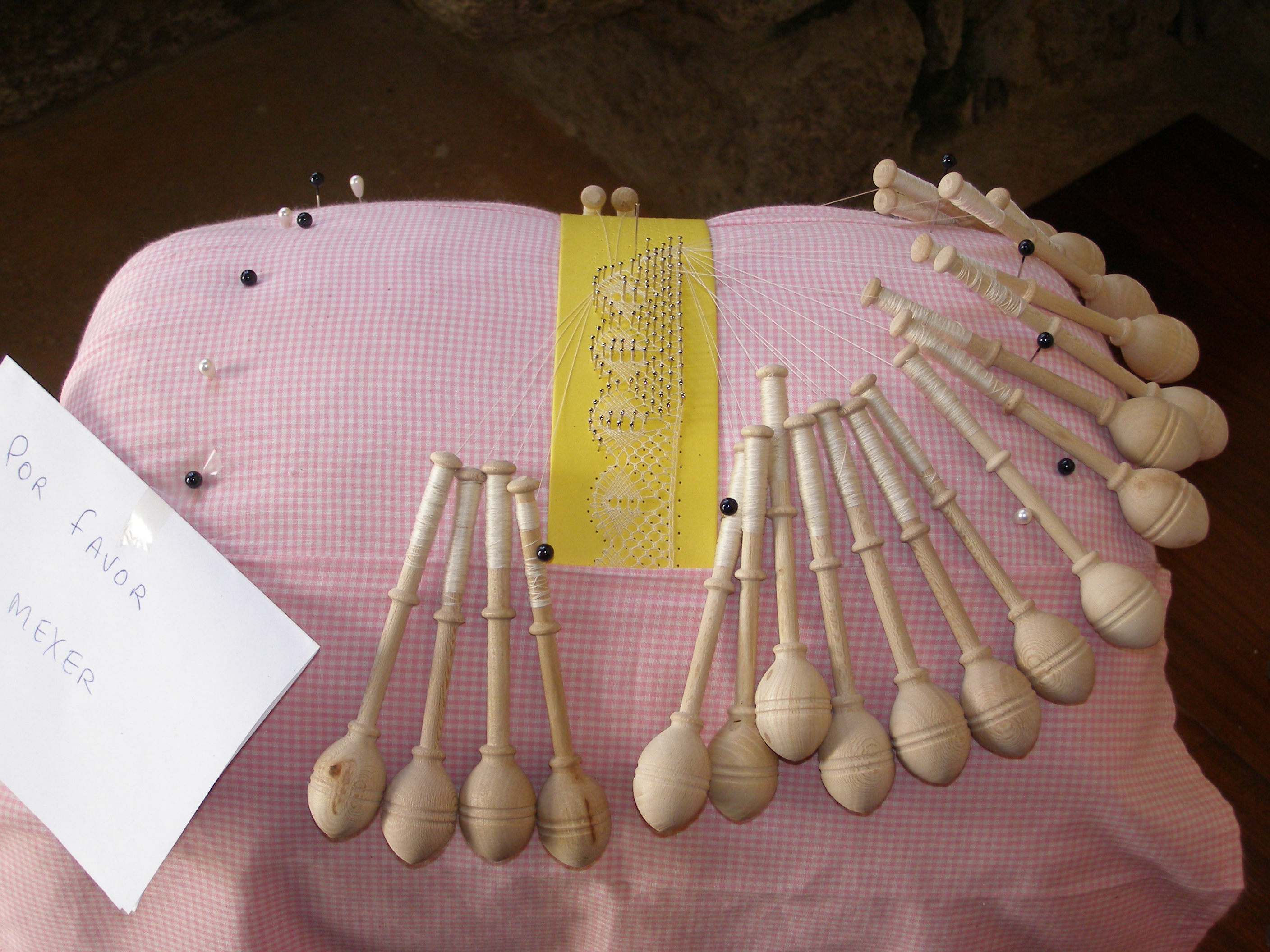
Perna şi ciocănele (bobinele) pentru executarea dantelei

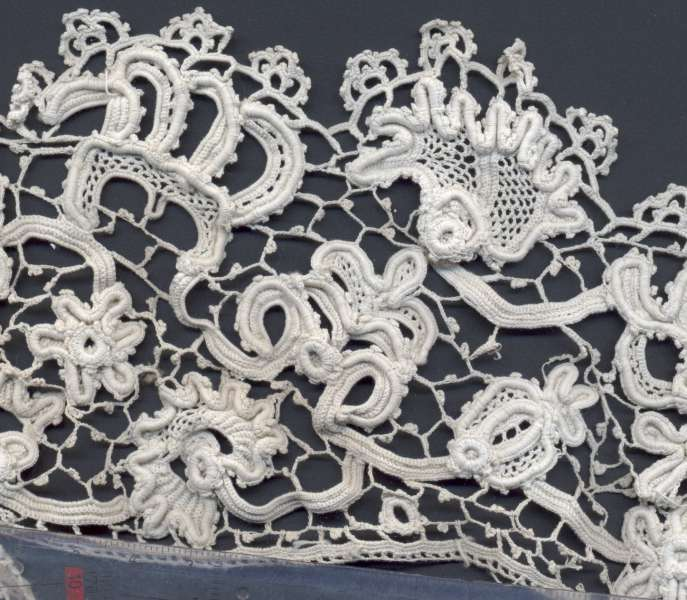
Dantelă irlandeză croşetată (dantelă cu punct de Irlanda)

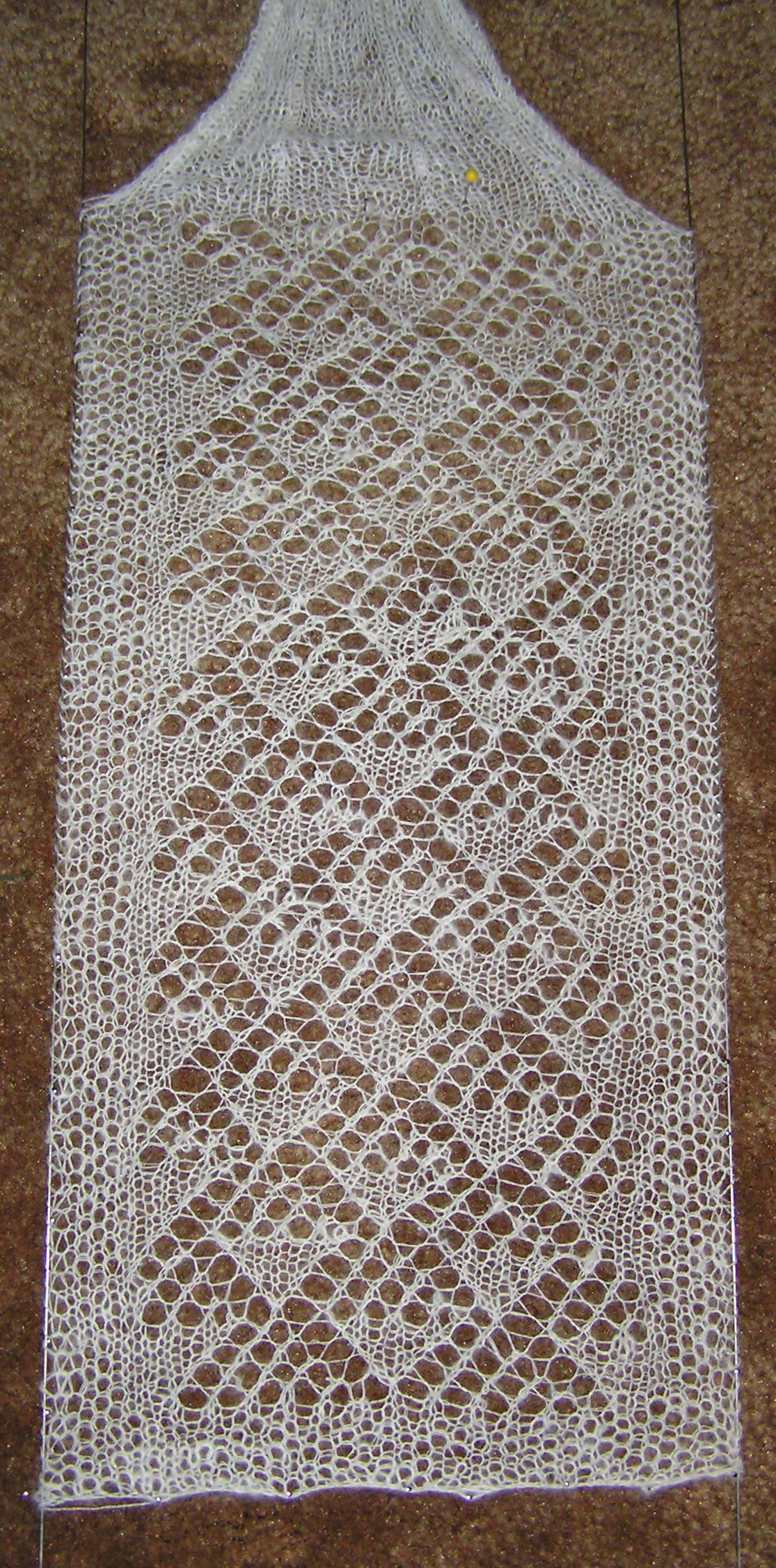
O eșarfă de dantelă în lucru

Dantelă cu ciocănele este executată ajutorul ciocănelelor pe o pernă. Ciocănelele facute din lemn, os sau plastic seamănă cu niște mosorele de ață care sînt intercalate și fixate cu ajutorul unor ace fixate pe schema de pe pernă. Dantela este obținuta prin înnodarea, răsucirea legarea firelor intre ele, firele fiind atașate de cioănele din lemn. Modelele obținute erau geometrice, uneori figuri umane. Dantelele pe mosoare, se obțin cu mai multe fire răsucite pe mosoare, care apoi sunt întrețesute pe o pernă sau un gherghef care conțin desenul de reprodus; se fixează cu ace în anumite locuri ale pernei pentru facilitarea realizării dantelei.
Dintre dantelele pe mosoare se pot cita: dantelele de Valenciennes, Chantilly, Malines, Bruges, Puy, dantelele Duchesse etc.
Dantela cu acul este definită mai des de tehnica cusutului folosită (reticello, punto in aria), iar dantela pe mosoare este numită după orașul sau țara în care a fost lucrată ca: Genova, Milano, Flandra. 
Există două tehnici de fabricare a dantelei de acest tip. Prima este efectuată de un număr mare de mosoare și este țesută "de-a întregul". Acest tip este numit Torchon, sau dantelă numărată. A doua tehnică este lucrată cu un număr mic de mosoare cu ajutorul cărora se țese o panglică care repetă un ornament cursiv, golurile sînt umplute cu o bază (plasă) de fundal. Al doilea tip de dantelă este numită dantelă de Bruges sau de Rusia.

### Dantele cu panglică
Dantela cu panglică  folosește o panglică care este plasată ca un ornament, iar golurile sunt umplute cu broderii sau dantele cu ciocănelele.

### Dantelă din noduri sau cu suveica (macramé)
Macramé-ul, arta modernă a dantelei din noduri, pare să își aibă începuturile la țesătorii arabi ai secolului al XIII-lea. Termenul arab de migramah(مقرمة) poate fi tradus prin "șervet cu dungi", "franjure ornamental" sau "voal brodat". O altă etimologie posibilă este derivarea din arabul mahrama (هخرصة) (batistă), trecând prin turcescul mahrama, apoi importat de genovezi cu sensul de mic șervet de toaletă, brodat sau franjurat.
Prin cucerirea maură, arta macrameului s-a răspândit în Spania și de acolo în întreaga Europă. La curtea Angliei, macrameul a fost prezentat prima oară de regina Maria a II-a, soția lui William de Orania, către sfîrșitul sec. al XVII-lea. Marinarii au jucat un rol important în a menține vie această artă. Din China până în Lumea Nouă, au vîndut propriile lor realizări de macrameuri, realizate în lunile de călătorie pe mare. În Genova secolului al XIX-lea, macrameul era foarte apreciat, șervetele decorate cu diferite modele erau foarte populare. În jurul anilor 1960 macrameul revine la modă, ca artă meșteșugărească și lucru de mână realizat în casă.
Dantelele cu suveica (numite și "frivolitate") sunt obținute în mod similar dantelelor croșetate, de care se deosebesc prin faptul că desenele lor au linii rotunjite și sunt în principal compuse din noduri realizate cu ajutorul unor suveici.

### Dantelă croșetată
Dantela croșetată folosește acul de croșetat și ața. Este de fapt o metoda secundară, o aplicare a artei croșetului. Folosește fire mai fine și stiluri mult mai decorative de realizare a cusăturilor, cu linii fluide si margini festonate, ochiuri de dimensiuni variate. Spre deosebire de cele precedente, dantelele croșetate nu sunt așezate pe un desen sau pe un suport pentru a fi executate; ele se execută pe degetele lucrătoarei cu ajutorul croșetei cu cârlig.

### Dantelă împletită
Dantelă împletită prin tricotare cu andrele. 